# Granddi Ngoyi
Granddi Ngoyi Majundu est un footballeur français d'origine congolaise né le 17 mai 1988.

## Carrière en club

### PSG
Granddi rejoint le centre de préformation du PSG à 13 ans. Titulaire d'un contrat élite, il a signé en août 2007, un contrat professionnel de 3 ans avec son club formateur.
Il fait sa première apparition en Ligue 1 le 4 août 2007 contre le FC Sochaux-Montbéliard, à 19 ans. Il fête sa première titularisation en Ligue 1 le 20 octobre 2007 sur le terrain de Valenciennes.
Lors de la première partie de saison 2008-2009, il n'apparaît qu'une fois avec le PSG lors de la défaite contre Schalke 04 en coupe UEFA. Il est donc prêté en janvier 2009 au Clermont Foot, évoluant alors en Ligue 2 afin d'acquérir du temps de jeu.
Lors de la saison 2009-2010, de retour au PSG, il participe à 16 matchs de championnat avec le PSG.

### Brest
En juillet 2010 il est de nouveau prêté pour une saison et part vers le Stade brestois 29, club tout juste promu en Ligue 1. Après un début de saison freiné par une blessure, il s'impose comme titulaire dans ce club et enchaîne 16 titularisations entre la 21e et la dernière journée contribuant au maintien du Stade brestois 29 au sein de l'élite.

### Nantes
Il est prêté à Nantes en août 2011 pour pallier le depart de William Vainqueur pour le Standard de Liège. Auteur d'un très bon début de saison avec les Canaris, il est toutefois stoppé dans son élan par une suspension de 10 matchs, consécutive à un carton rouge reçu à l'occasion du match Troyes-Nantes (14e journée de championnat) pour une faute ayant blessé sérieusement Julien Outrebon (fracture du péroné). Pour pallier son absence, le FC Nantes se fait prêter Grzegorz Krychowiak par les Girondins de Bordeaux.

### Troyes
Le 28 juin 2012, il quitte définitivement le Paris Saint-Germain pour rejoindre le promu en Ligue 1, Troyes.

### Palerme
Au mercato de 2013, il quitte Troyes pour le club de l'US Palerme. Peu utilisé lors de sa seconde saison en Italie, il est prêté à Leeds United le 27 janvier 2015. Il est de nouveau prêté pour la saison 2015-2016, cette fois en France, au Dijon FCO.

### Après le professionnalisme
En janvier 2018, après plusieurs années de blessures, il s'engage dans le club amateur de Sénart-Moissy, pour lequel il marque un but décisif lors de son premier match.

## Parcours en sélection
Il est sélectionné en équipe de France des moins de 19 ans et participe à l'Euro U19 en 2007. Il joue les quatre matchs disputés par la France, qui est éliminée en demi-finale lors de la séance de tirs au but contre l'Espagne
En 2008, il est convoqué par Patrice Neveu pour rejoindre l'équipe de la RD Congo pour les matchs contre l'Égypte  et le Malawi des qualificatifs pour la CAN et le mondial 2010 et les matchs amicaux qui les ont précédés, mais bien que remplaçant contre l'Égypte, il n'entre en jeu pour aucun match officiel avec cette sélection.
Depuis août 2009 et son premier match amical contre la Pologne, il compte quatre sélections en équipe de France espoirs où il est régulièrement appelé, notamment lors de la tournée amicale en Argentine des Espoirs et lors des matchs éliminatoires pour l'Euro Espoirs 2011 contre l'Ukraine, la Slovénie et la Belgique.
Il fête sa première sélection internationale avec la République démocratique du Congo en août 2011, lors d'un match amical perdu 3-0 contre la Gambie.

## Statistiques
| Saison                | Club                     | Championnat           | Championnat | Championnat | Coupe(s) nationale(s) | Coupe(s) nationale(s) | Compétition(s) continentale(s) | Compétition(s) continentale(s) | Compétition(s) continentale(s) | Sélection      | Sélection | Sélection | Total | Total |
| Saison                | Club                     | Division              | M.          | B.          | M.                    | B.                    | Comp.                          | M.                             | B.                             | Équipe         | M.        | B.        | M.    | B.    |
| 2007-2008             | Paris Saint-Germain      | Ligue 1               | 7           | 0           | 5                     | 0                     | -                              | -                              | -                              | -              | -         | -         | 12    | 0     |
| 2008-2009             | Paris Saint-Germain      | Ligue 1               | -           | -           | -                     | -                     | C3                             | 1                              | 0                              | -              | -         | -         | 1     | 0     |
| 2008-2009             | Clermont Foot 63 (prêt)  | Ligue 2               | 19          | 1           | -                     | -                     | -                              | -                              | -                              | -              | -         | -         | 19    | 1     |
| 2009-2010             | Paris Saint-Germain      | Ligue 1               | 16          | 0           | 4                     | 0                     | -                              | -                              | -                              | France espoirs | 3         | 0         | 23    | 0     |
| 2010-2011             | Stade brestois 29 (prêt) | Ligue 1               | 25          | 0           | 3                     | 0                     | -                              | -                              | -                              | France espoirs | 1         | 0         | 29    | 0     |
| 2011-2012             | Paris Saint-Germain      | Ligue 1               | -           | -           | -                     | -                     | C3                             | 2                              | 0                              | RD Congo       | 1         | 0         | 3     | 0     |
| 2011-2012             | FC Nantes (prêt)         | Ligue 2               | 20          | 1           | -                     | -                     | -                              | -                              | -                              | -              | -         | -         | 20    | 1     |
| Sous-total            | Sous-total               | Sous-total            | 87          | 2           | 12                    | 0                     | -                              | 3                              | 0                              | -              | 5         | 0         | 107   | 2     |
| 2012-2013             | ES Troyes AC             | Ligue 1               | 31          | 1           | 1                     | 1                     | -                              | -                              | -                              | -              | -         | -         | 32    | 2     |
| Sous-total            | Sous-total               | Sous-total            | 31          | 1           | 1                     | 1                     | -                              | -                              | -                              | -              | -         | -         | 32    | 2     |
| 2013-2014             | US Palerme               | Serie B               | 20          | 0           | 2                     | 0                     | -                              | -                              | -                              | -              | -         | -         | 22    | 0     |
| 2014-2015             | US Palerme               | Serie A               | 5           | 0           | -                     | -                     | -                              | -                              | -                              | -              | -         | -         | 5     | 0     |
| 2014-2015             | Leeds United (prêt)      | Championship          | 1           | 0           | -                     | -                     | -                              | -                              | -                              | -              | -         | -         | 1     | 0     |
| 2015-2016             | Dijon FCO (prêt)         | Ligue 2               | 13          | 0           | 4                     | 0                     | -                              | -                              | -                              | -              | -         | -         | 17    | 0     |
| Sous-total            | Sous-total               | Sous-total            | 35          | 0           | 6                     | 0                     | -                              | -                              | -                              | -              | -         | -         | 41    | 0     |
| Total sur la carrière | Total sur la carrière    | Total sur la carrière | 157         | 3           | 19                    | 1                     | -                              | 3                              | 0                              | -              | 5         | 0         | 184   | 4     |

## Palmarès
- Champion de France des moins de 18 ans en 2006 avec le Paris Saint-Germain
- Finaliste de la Coupe de France en 2008 avec le Paris Saint-Germain
- Vainqueur de la Coupe de la Ligue en 2008 avec le Paris Saint-Germain
- Vainqueur de la Coupe de France en 2010 avec le Paris Saint-Germain